# Філармонія

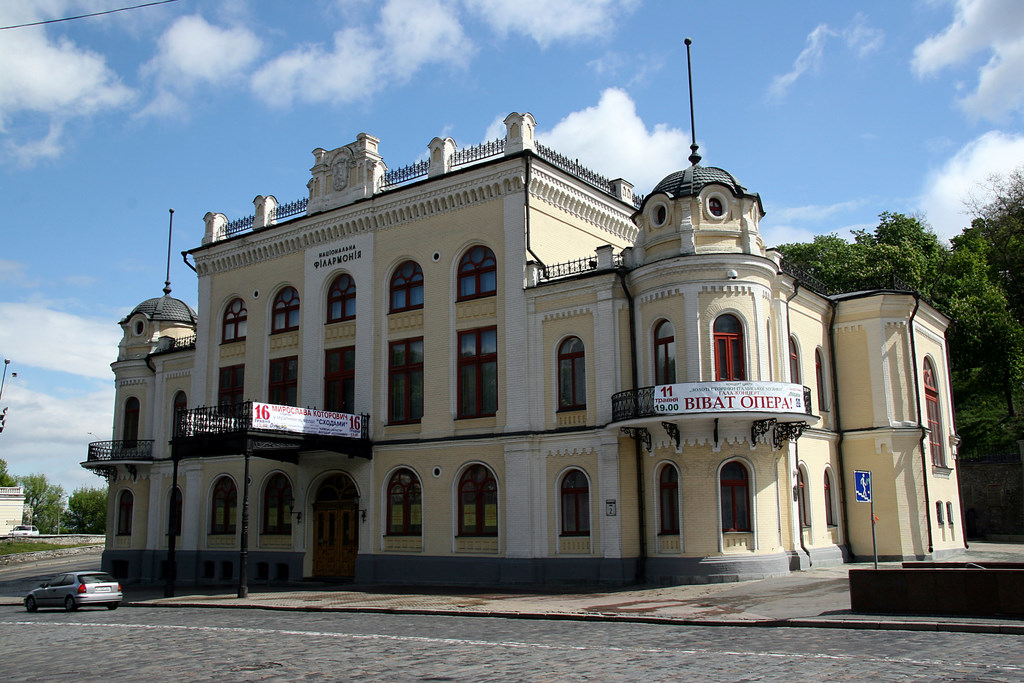
Національна філармонія України

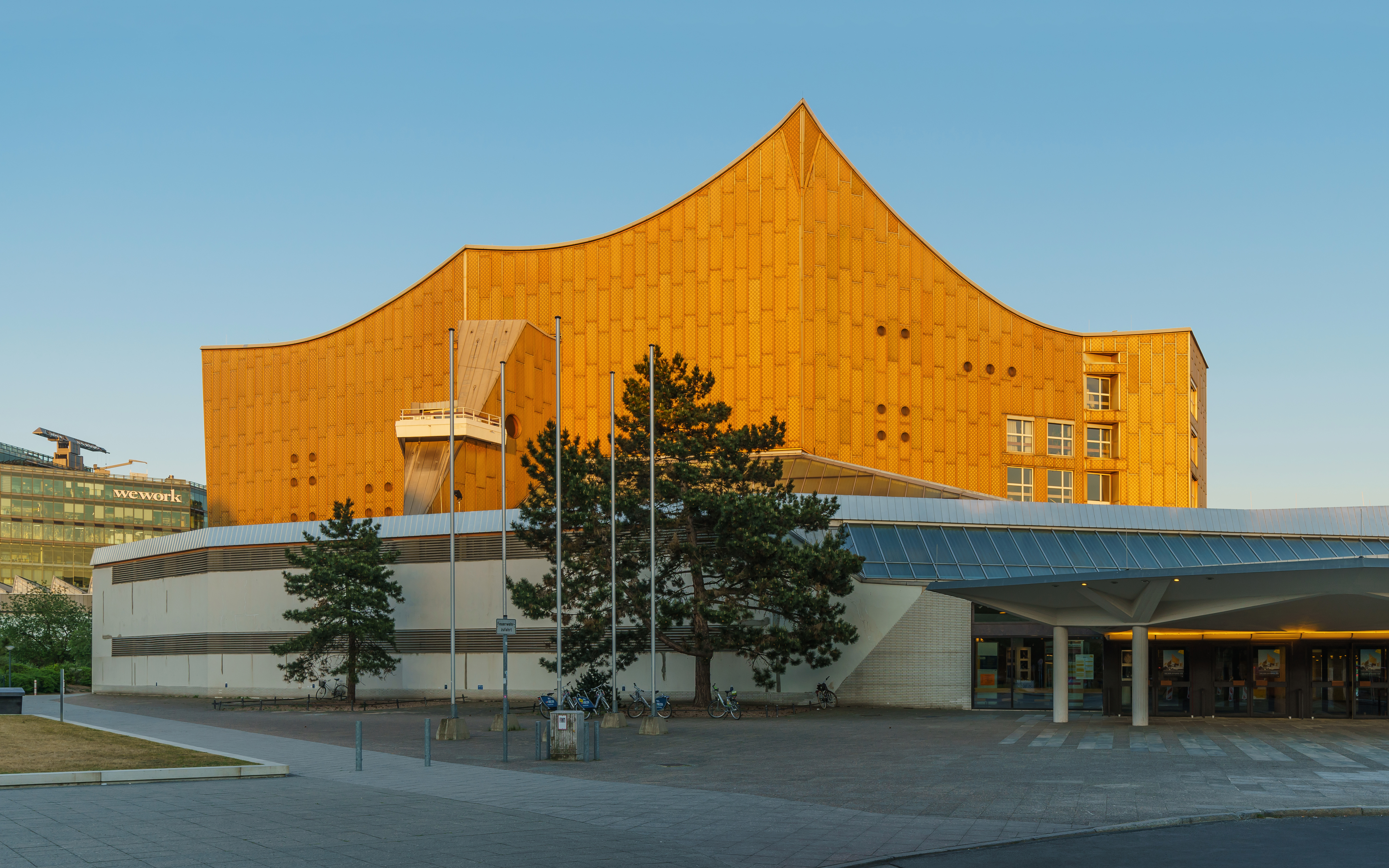
Берлінська філармонія

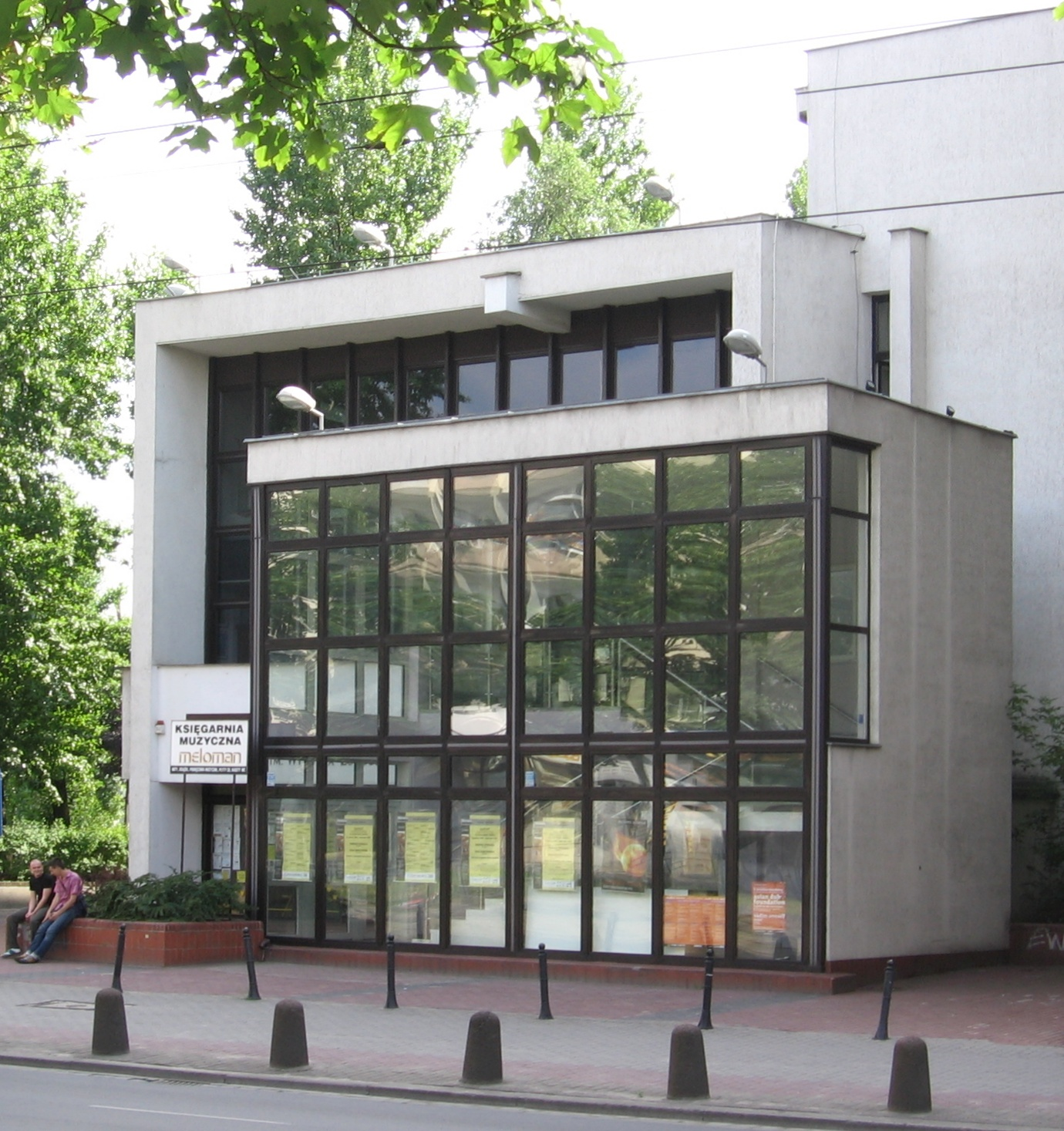
Вроцлавська філармонія

Філармо́нія (від грец. φιλοσ — любов, та αρμονία — гармонія) — концертна організація, що пропагує музичні твори, різні жанри естрадного мистецтва. Назва «філармонія» з'явилася у 17 сторіччі, як назва товариств любителів музики. З 19 ст. головною метою філармонічних товариств стало плекання симфонічної музики.
В СРСР та інших соціалістичних країнах 20 століття філармонії розвивались як державні організації. Перші Філармонії в СРСР були організовані в Петрограді (1921) і Москві (1922). В 1970-х — 80-х роках в СРСР діяло більше 130 Філармоній.
В Україні Філармонії — державні установи, діють з 1926, існують в усіх обласних центрах; 14 Філармоній мають симфонічні оркестри: Чернівецька, Одеська, Харківська, Донецька, Івано- Франківська, Луганська, Кіровоградська, Миколаївська, Львівська, Дніпровська, Запорізька, Черкаська,  Хмельницька,  Житомирська і Національна філармонія України у Києві.
У складі Філармоній постійні виконавці-солісти та музичні колективи (симфонічні й камерні оркестри, хори, камерні ансамблі тощо). Філармоніями називаються також будинки, в яких відбуваються концерти.